# Xylotrechus contusus
Xylotrechus contusus är en skalbaggsart som beskrevs av Holzschuh 2003. Xylotrechus contusus ingår i släktet Xylotrechus och familjen långhorningar. Inga underarter finns listade i Catalogue of Life.